# 滇岩黄耆
滇岩黄耆（学名：Hedysarum limitaneum）为豆科岩黄耆属下的一个种。

## 扩展阅读
- 維基物種上的相關：滇岩黄耆